# Карнаухов, Евгений Александрович
Евгений Александрович Карнаухов (23 февраля 1917; РСФСР, СССР, Россия, Мосеево, Новоржевский район, Псковская область — 23 февраля 1984; Москва) — советский и российский актёр театра и кино. Участник Великой Отечественной войны (1941—1945). Народный артист Белорусской ССР (1955).

## Биография
Евгений родился 23 февраля 1917 г. р. в Российской империи деревни Мосеево, Псковская губернии.
В 1939 году окончил Ленинградский театральный институт (курс народного артиста СССР В. В. Меркурьева).
Играл в таких театрах как:
- Театр им. Вл. Маяковского (1964—1984)
- Минский драматический театр им. М. Горького (1939—1964)

В 1941—1945 гг. участвовал в Великой Отечественной войне.
Ушёл из жизни 23 февраля 1984 в Москве. Похоронен на Введенском кладбище.

## Фильмография
- Такая она игра (тренер немецкой команды) (1976)
- Степные раскаты | Дала гүрсілі (Алексей Николаевич (1975)
- Поезд в завтрашний день (Стефановский) (1970)
- Здравствуйте, наши папы! (фильм-спектакль); (Евгений Леонтьвич Туманов) (1969)
- Первые испытания (1-я серия, полицмейстер, 1960. 2-я серия, эпизод, 1961); (1960—1961)
- Весенние грозы (иностранный ученый из Бельгии (1960)
- Часы остановились в полночь (Ридель), (1958)
- Красные листья (Григорий Ермалович. Бывший актёр, провокатор «Дефензивы») (1958)
- Полесская легенда (эпизод), (1957)
- Зелёные огни (Евгений Михайлович Сосновский, начальник депо), (1955)
- Боевой киносборник № 8 (немецкий офицер. (Ночь над Белградом), (нет в титрах), (1941)

## Театральные работы
Русский театр в Минске:
- Фердинанд («Коварство и любовь»)
- Теодоро («Собака на сене»)
- Тузенбах («Три сестры»
- Борис Годунов («Царь Фёдор Иоаннович»)
- Черкун («Варвары»)
- Гарри Смит («Русский вопрос»)

Театр им. Вл. Маяковского:
- Барон Рилькен («Между ливнями»)
- Мигаев («Таланты и поклонники»)
- Князь Казбеки («Кавказский меловой круг»)
- Череваш («Дума и Британке»)
- Джон Нокс («Да здравствует королева, виват!»)
- Иван Франкович («Праздник души» И. Друцэ)

## Награды и звания
- Народный артист Белорусской ССР (1955)
- Медаль «За оборону Кавказа»
- Медаль «За победу над Германией»